# Parung Serab
Parung Serab is een bestuurslaag in het regentschap Tangerang van de provincie Banten, Indonesië. Parung Serab telt 18.715 inwoners (volkstelling 2010).